# グランプリ (企業)
株式会社グランプリは、大阪府に本社を置く企業、及び日本中央競馬会に登録していた法人馬主である。
この項目では、前代表取締役で、現代表の北側司の父親である北側雅司が法人馬主として登録し、多くの重賞勝ち馬を所有する「キャピタル・システム」、及び雅司の個人名義の所有馬についても説明する。

## 概要
不動産賃貸事業、およびエステティックサロンの経営を行っている。またグループ会社では、予備校・衛星放送事業・Vシネマ製作など多岐にわたる事業を営む。
かつては卓球部「グランプリ大阪」を持っており、福原愛、小野誠治、松下浩二、仲村錦治郎、新井周らが所属していたが、2009年（平成21年）に休部した。

## グループ企業
- 株式会社GP・GATE
- 株式会社CREATE
- 大阪医歯学院
- グランプリエステート株式会社
- 株式会社プロジェクトスイーツ

## 馬主活動

グランプリの勝負服

日本中央競馬会馬主資格を有する。企業名の「グランプリ」をそのまま冠名として用いており、勝負服色は青、白元禄、袖白縦縞となっている。
2010年には所有馬のグランプリボスが朝日杯フューチュリティステークスに優勝し、2011年にはNHKマイルカップを制覇した。なお、2022年現在はグランプリ名義での現役馬は所有しておらず、事実上、北側雅司が法人として登録している「キャピタル・システム」に一本化された形となっている。こちらの勝負服色は黒、茶元禄、袖茶縦縞で、冠名に、北側の出身地である大阪府堺市百舌鳥を由来とする「モズ」を用いている。

キャピタル・システムの勝負服

## 主な所有馬
- グランプリボス（2010年朝日杯フューチュリティステークス、京王杯2歳ステークス、2011年NHKマイルカップ、2012年スワンステークス、安田記念2着、マイルチャンピオンシップ2着、2013年マイラーズカップ、2014年安田記念2着、香港マイル3着）
- モズ（2009年札幌2歳ステークス2着[注 1]）
- オセアニアボス（オープン1勝、2012年ダービー卿チャレンジトロフィー2着）

### キャピタル・システムの主な所有馬

#### GI級競走優勝馬
- モズカッチャン（2017年エリザベス女王杯、フローラステークス、優駿牝馬2着、秋華賞3着、2018年エリザベス女王杯3着）
- モズアスコット（2018年安田記念、2020年フェブラリーステークス、根岸ステークス、マイルチャンピオンシップ南部杯2着）
- モズスーパーフレア（2019年オーシャンステークス、スプリンターズステークス2着、2020年高松宮記念、2021年JBCスプリント3着）

#### 重賞競走優勝馬
- モズアトラクション（2019年エルムステークス）
- モズベッロ（2020年日経新春杯、宝塚記念3着、2021年大阪杯2着）
- モズナガレボシ（2021年小倉記念）
- モズメイメイ（2023年チューリップ賞、葵ステークス、2024年アイビスサマーダッシュ）[3]
- モズミギカタアガリ（2023年エーデルワイス賞）[4]

なお、法人化以前は北側雅司の個人名義として馬主登録されていた。当時の名義ではグランプリエンゼルが2009年の函館スプリントステークスを制している。